# Winchester (Wisconsin)
Winchester – jednostka osadnicza w Stanach Zjednoczonych, w stanie Wisconsin, w hrabstwie Winnebago.